# Prieuré de Saint-Jean de Genève
Le Prieuré de Saint-Jean, dit aussi Saint-Jean-hors-les-murs, était situé à proximité de la ville de Genève sur la rive droite et au bord du Rhône, entre l'actuel pont Sous-Terre et le sentier des Falaises. L'ensemble des bâtiments, église et cloître, était appelé prieuré de Saint-Jean-de-Genève, ou prieuré de Saint-Jean-hors-les-murs, ou prieuré de Saint-Jean-les-Grottes. Plusieurs églises se sont succédé sur ce site. La plus récente a été construite au XIIe siècle avec le cloître, et ruinée au XVe siècle.   
Leurs fondations ont été révélées et documentées par des fouilles archéologiques à partir de 1966.   
Les fondations de l'ancien prieuré, en partie reconstituées, sont visibles au sol. Un petit musée expose des objets tirés des fouilles. Un jardin public inspiré par les traditions religieuses a été aménagé autour des traces des bâtiments.     

## Situation
Le prieuré est situé au lieu dit "Sous-Terre" entre le Rhône et une falaise où se trouvaient des grottes. Au XIIe siècle, l'Arve n'avait pas encore stabilisé son lit et divaguait dans une zone située en face du terrain du prieuré, ce qui pouvait causer des dégâts lors de crues. Les bâtiments étaient à une distance de 500 mètres des remparts qui bordaient le faubourg de Saint-Gervais. Le site du prieuré n'était pas inclus dans les franchises de Genève et dépendait de la Seigneurie de Gex. Il était accessible par bateau et par des chemins terrestres.

## Historique
Au Ve siècle, Romain de Condat, accompagné par un certain Pallade, se rend à l'abbaye de Saint-Maurice et passe par Genève à Saint-Jean et guérit deux lépreux. La ferveur religieuse conduit probablement à la fondation du prieuré.
À partir du Xe siècle, les communautés monastiques de bénédictins se sont structurées. Le prieuré de Saint-Jean-hors-les-murs a été rattaché à l'abbaye d'Ainay (Lyon), au début du XIIe siècle, à la suite d'une donation de l'évêque de Genève.
Le prieuré possédait des maisons à Meyrin, des terres à Aïre et y prélevait la dîme; ce lieu faisait partie de la paroisse de Saint-Gervais; celle-ci, située dans le faubourg du même nom à Genève, dépendait du prieuré, de même que Maisonnex, hameau de l'actuelle commune de Meyrin. En plus du terrain et des bâtiments situés à « Sous-Terre » et dans ses environs, le prieuré avait autorité sur des paroisses de la région, en particulier celle de Choulex dès 1153,; il possédait des terres à Le Carre, hameau de l'actuelle commune de Meinier,  ainsi que les paroisses de Bogève, Viuz-en-Sallaz, Ville-en-Sallaz et Saint-André-de-Boëge faisant partie du mandement de Thiez dans le Faucigny.
Au XVe siècle, des tensions accompagnaient les idées nouvelles qui aboutiront à la Réforme. Genève étant menacée, des ambassadeurs suisses alliés ont insisté pour que les maisons qui bordaient la ville près des remparts vers Saint-Jean soient détruites. Le Conseil des Deux Cents a décidé la démolition des faubourgs le 13 septembre 1534. La prise d'un moine en otage pour l'échanger contre des prisonniers déclencha la ruine de sa maison et l'abandon du couvent. Les pierres sont utilisées pour les remparts et le gibet de Champel.

## Fouilles archéologiques
Des travaux de construction d’un pont, destiné à remplacer une ancienne passerelle, sont l’occasion de fouilles. Elles mettent au jour les fondations de l’ancien prieuré. À la suite de découvertes à l'automne 1966, des fouilles réalisées à partir de 1967 ont révélé des sépultures et des restes d'une église en bois datées entre le VIIe et le IXe siècle. Vers l'an mil, elle est remplacée par une église de pierre et des annexes. Au XIIe siècle, un monastère constitué par une église à cinq transepts et un prieuré est érigé.             
Il est abandonné puis détruit à l'époque de la Réforme.

## État actuel du site du prieuré

### Description du jardin et son environnement
En 1973, un parcours archéologique a été aménagé sur l'emplacement du monastère avec des fleurs, des plantes médicinales et des légumes pour évoquer un jardin ancien. Ce jardin comprend plusieurs espaces aux fonctions différenciées par les aménagements et la végétation. À l'entrée un parcours archéologique et le jardin potager et médicinal indiquent la mémoire du lieu. Le long du Rhône, une plage est complétée par un ponton en bois, pour la baignade et la détente. Des jeux d'enfants accueillent les familles. Au pied de la falaise et en direction du sentier des falaises, une zone d'arbustes indigènes et leur sous-bois maintiennent la biodiversité locale au moyen d'un entretien différencié.   

### Médias
Le photographe Demir Sönmez a publié sur son blog une série d’images sur les parcs et jardins de Genève au fil des saisons,.      

## Prieurs de Saint-Jean
Le prieuré est soumis à l'autorité d'un prieur, bien souvent administrateur ou commendataire, le spirituel relevant d'un prieur claustral.